# Талавері
Талавері (груз. ტალავერი) — село в Грузії.
За даними перепису населення 2014 року в селі проживає 5038 осіб.